# Atomaria strandi
Atomaria strandi is een keversoort uit de familie harige schimmelkevers (Cryptophagidae). De wetenschappelijke naam van de soort werd in 1967 gepubliceerd door Johnson.